# فيلاريتوس بركاميوس
فيلاريتوس بركاميوس ( (باليونانية: Φιλάρετος Βραχάμιος)؛ الأرمينية: Փիլարտոս Վարաժնունի، بيلارتوس فاراجنوني؛ (باللاتينية: Philaretus Brachamius) ) أو فهرام فاراجنوني كان جنرالًا بيزنطيًا بارزًا من أمراء الحروب ذو أصول أرمنية، فرض نفسه كقوةً ضد إمبراطور الدولة البيزنطية ميخائيل السابع لفترةً من الزمن. كما يشهد على فيلاريتوس بالأختام برتبة تاكسيارخوس (قائد فوج المشاة)، ورتبة بروتوسباثاريوس و توبوتريتس (نائب القائد) في الكتائب العسكرية في مدينة كبادوكيا، و كأحد كبار المسؤولين الإداريين و لُقب بـ دوكس وأخيراً قربلاط.

## سيرته

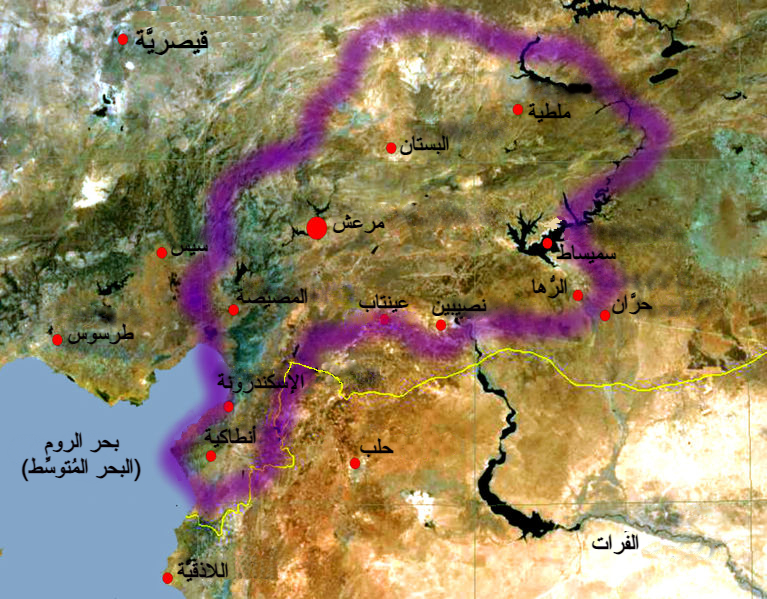
الدولة التي سيطر عليها فيلاريتوس.

اشتهر بقسوته وجشعه ،[بحاجة لمصدر] تولى فيلاريتوس قيادة عالية في جيش رومانوس الرابع ديوجينس . في عام 1069 ، حصل على قيادة الجيش البيزنطي الرئيسي الذي كان يحمي حدود بلاد ما بين النهرين بينما شارك رومانوس في حصار أخلاط.  هزمه السلاجقة الأتراك الذين تقدموا بعمق في كابادوكيا وليكاونيا وغنموا منه الكثير. كان حاضراً في معركة ملاذكرد عام 1071 ، حيث قاد فرقة من جيش رومانوس ، وظل على رأس مجموعة كبيرة من القوات بعد الهزيمة الساحقة التي تكبدها جيش رومانوس. 
في أعقاب المعركة ، قاد قوات قلعة رومانوبوليس ، وعند وفاة رومانوس تولى لقب الإمبراطور.  بصفته الجنرال البيزنطي الوحيد المتبقي في الجنوب الشرقي ، أسس مملكة شبه مستقلة في حي جرمنيزيا (مرعش حالياً) ، الذي امتد من قيليقية إلى الرها .[بحاجة لمصدر] وكان يتألف جوهر جيشه من 8000 من «الفرنجة» ( النورمان ) تحت قيادة ريمبو . في عام 1078 ، في بداية حكم نقفور الثالث بوتانياتيس ، وافق على التخلي عن مزاعمه الإمبراطورية بشرط أن يعينه نقفور دوقًا لأنطاكية ، والتي تضمنت إديسيا.  تشهد له العديد من الأختام على أنه كان برتبة ميغاس دوميستيكوس و قربلاط ، ثم سيباستوس ، ثم بروتوسباستوس .
احتفظ بالدوق حتى بدأ سلاجقة في الضغط عليه بشدة. في ديسمبر 1084 ، فقد أنطاكية لسليمان بن قتلمش ، سلطان الروم .[بحاجة لمصدر] في 1087 ، و سقطت إديسيا في يد السلطان ملك شاه حيث هرب فيلاريتوس عائداً إلى قلعة جرمنيزيا . ومع ذلك ، تشير بعض المصادر إلى أنه توفي عام 1086. كان آخر قائداً مشهور يتولى منصبًا عسكريًا رفيعًا في الإمبراطورية البيزنطية في الشرق. سلم أبناؤه مدينة جرمنيزيا للحملة الصليبية الأولى عام 1098.
يُؤكِّد ابن الأثير أنَّ هذا الأمير الأرمني اجتمع بِالسُلطان ملكشاه وأسلم على يديه، وأنَّ هذا الأخير أمَّره على الرُّها فلم يزل بها حتَّى مات. ويذكر ميخائيل السُرياني أنَّ الفَلَادرُوس كان مُستعدًا -إذا دعا الأمر- لِاعتناق الإسلام في سبيل خدمة مصالحه الخاصَّة.

## روابط خارجية
- مشروع Beauceant: وقائع الأحداث بين 1050 و 1350 نسخة محفوظة 14 ديسمبر 2012 على موقع واي باك مشين.